# Athysanella ectopa
Athysanella ectopa är en insektsart som beskrevs av Blocker 1990. Athysanella ectopa ingår i släktet Athysanella och familjen dvärgstritar. Inga underarter finns listade i Catalogue of Life.